# 卢世琛
卢世琛（1948年—），汉族，中华人民共和国政治人物、第十一届全国政协委员。
担任中国社会科学院办公厅编审。2008年，当选第十一届全国政协委员，代表新闻出版界，分入第四十四组。